# Scaphyglottis prolifera
Scaphyglottis prolifera é uma espécie de orquídea epífita, família Orchidaceae, que habita do México ao leste do Brasil.